# Botjärnen (Njurunda socken, Medelpad)
Botjärnen är en sjö i Sundsvalls kommun i Medelpad och ingår i Ljungan-Gnarpsåns kustområde.